# MPV17
MPV17‏ (MPV17, mitochondrial inner membrane protein) هوَ بروتين يُشَفر بواسطة جين MPV17 في الإنسان.